# Jackie Cooper
Jackie Cooper, właśc. John George Cooper Jr. (ur. 15 września 1922 w Los Angeles, zm. 3 maja 2011 w Santa Monica) – amerykański aktor i reżyser filmowy i telewizyjny. 
Najmłodszy w historii aktor nominowany do Oscara dla najlepszego aktora pierwszoplanowego za rolę Skippy’ego Skinnera w komedii familijnej Normana Tauroga Skippy (1931), sprzed wprowadzenia Kodeksu. Nominację otrzymał mając 9 lat.
8 lutego 1960 odsłonił swoją gwiazdę w Alei Gwiazd w Los Angeles znajdującą się przy 1507 Vine Street.

## Życiorys
Urodził się w Los Angeles w Kalifornii. Jego ojciec, John George Cooper, opuścił rodzinę, gdy Jackie miała dwa lata; był pianistą i autorem tekstów, prowadził mały sklep muzyczny w Los Angeles. Jego matka, Mabel Frances Leonard Bigelow (z domu Polito), była pianistką estradową. Wujek Coopera, Jack Leonard, był scenarzystą, a jego ciotka ze strony matki, Julie Leonard, była aktorką, żoną reżysera Normana Tauroga. Ojczymem Coopera był C.J. Bigelow, kierownik produkcji w studiu. Jego matka była Amerykanką pochodzenia włoskiego (nazwisko jej rodziny zostało zmienione z „Polito” na „Leonard”); Rodzina powiedziała Cooperowi, że jego ojciec był Żydem. Obaj nigdy się nie spotkali po tym, jak opuścił rodzinę.
Po raz pierwszy pojawił się w filmach jako statysta ze swoją babcią, która zabierała go na przesłuchania, mając nadzieję, że pomoże jej to w znalezieniu dodatkowej pracy. W wieku trzech lat wziął udział w komediach Lloyda Hamiltona pod pseudonimem „Leonard”. Mając 7 lat znalazł się niewymieniony w czołówce w obsadzie dwóch komedii muzycznych Davida Butlera – Movietone Follies (Fox Movietone Follies of 1929, 1929) jako mały chłopiec w numerze „To ty, kochanie” („That’s You, Baby”) ze Stepinem Fetchitem i Sunny Side Up (1929) w roli Jerry’ego McGinnisa z Janet Gaynor. Ponadto wystąpił w serii filmów krótkometrażowych. David Butler, polecił Coopera reżyserowi Leo McCareyowi, który zaangażował go do serialu komediowego Nasz gang (Our Gang, 1929–1931), wyprodukowanego przez Hala Roacha. Następnie podpisał trzyletni kontrakt i dołączył do serii Rękawice bokserskie (Boxing Gloves, 1929) jako pierwszy wściekły widz i reporter podczas walki. Zanim nastała era Shirley Temple, był w pierwszej połowie lat 30. najsłynniejszym dzieckiem Hollywood. 
Po II wojnie światowej jego gwiazda nieco przybladła. W 1949 zadebiutował na Broadwayu w roli Andy’ego Hamilla w komedii Magnolia Alley. Możliwość powrotu na duży ekran dał mu Richard Donner, powierzając mu rolę Perry’ego White’a, redaktora naczelnego gazety „Daily Planet”, w której pracuje Clark Kent, w filmie Superman (1978) z Christopherem Reevem w roli tytułowej. Cooper wystąpił również w kontynuacjach filmu. 
W latach 70. i 80. zajął się również reżyserią telewizyjną. Jako reżyser pracował m.in. przy serialach: M*A*S*H (1973–1974), Magnum (1987), Cagney i Lacey (1987–1988) i Gliniarz i prokurator (1989). Otrzymał dwie nagrody Emmy; za reżyserię jednego z odcinków M*A*S*H-a – pt. „Carry On, Hawkeye” (1973) w kategorii najlepsza reżyseria serialu komediowego i za reżyserię pilota serialu CBS Biały cień (The White Shadow, 1979) z Kenem Howardem w kategorii najlepsza reżyseria w serialu dramatycznym. Z branży rozrywkowej wycofał się ostatecznie pod koniec lat 80.
Był trzykrotnie żonaty. 11 grudnia 1944 zawarł związek małżeński z June Horne. Mieli syna Johna Anthony’ego (ur. 19 sierpnia 1946). 5 listopada 1949 rozwiedli się. Od 18 marca 1950 do 16 lutego 1954 jego drugą żoną była Hildy Parks. 29 kwietnia 1954 poślubił Barbarę Rae Kraus, z którą miał troje dzieci: Russella, Julie i Cristinę. Pozostali małżeństwem aż do jej śmierci w 2009.
Zmarł w domu spokojnej starości w Santa Monica z przyczyn naturalnych w wieku 88 lat.

## Filmografia
- 1931: Skippy jako Skippy Skinner
- 1931: Mistrz jako Dink Purcell
- 1933: Samotny kowboj jako Scooter O’Neal
- 1934: Wyspa skarbów jako Jim Hawkins
- 1941: Kulisy wielkiej rewii jako Jerry Regan
- 1971: Hawaii Five-O jako dr Alex Southmore
- 1972: Ironside jako dr Norman
- 1973: Columbo – odc. pt. Kandydat na mordercę jako Nelson Hayward
- 1974: Kojak jako Frank Mulvaney
- 1978: Superman jako Perry White
- 1980: Superman II jako Perry White
- 1983: Superman III jako Perry White
- 1986: Napisała: Morderstwo jako Carl Schulman / Neil Fletcher
- 1987: Superman IV jako Perry White
- 1987: Miłość i pieniądze jako Ace Morgan